# Chris Froome
Christopher Froome (sinh ngày 20 tháng 5 năm 1985) là một cua-rơ chuyên nghiệp người Anh sinh ra ở Kenya, người đang chơi cho UCI Proteam Israel – Premier Tech. Sinh ở Kenya và lớn lên ở Nam Phi, kể từ mùa xuân năm 2008, anh đã thi đấu dưới giấy phép Vương quốc Anh trên cơ sở hộ chiếu của mình và đất nước của cha và ông bà sinh ra.
Năm 2007 Froome chuyển sang chuyên nghiệp ở tuổi 22 với đội Konica Minolta. Anh chuyển đến châu Âu để tiếp tục sự nghiệp của mình, tham gia vào nhóm đóng ở Anh, Barloworld. Năm 2010 anh chuyển sang chơi cho Đội Sky và anh đã trở thành một trong những tay đua xe đạp quan trọng của đội. Froome thực hiện bước đột phá của mình như là một ứng cử viên Grand Tour trong 2011 Vuelta a España nơi anh xếp thứ nhì tổng thể.
Trong cuộc đua 2012 Tour de France, anh thi đấu như một domestique cho Bradley Wiggins, trong chặng leo núi tính giờ từ Embrun đi Chorges dài 32 km, Froome đã cán đích đầu tiên với thành tích 51'33", nhanh hơn người thứ nhì Contador 9 giây và tiếp tục dẫn đầu bảng xếp hạng tổng cá nhân dành các tay đua với tổng thời gian đua là 66h7'9", hơn chính Contador xếp thứ 2 là 4'34".
Đây là chức vô địch chặng thứ ba của Froome ở Tour de France năm nay sau 2 lần về nhất ở các chặng leo núi thứ 8 và 15. Với chiến thắng ở chặng 17 này, cua rơ người Anh của đội Sky cũng chiếm luôn áo chấm đỏ dành cho "Vua leo núi". Anh hiện có 88 điểm, xếp trên người thứ hai là Quintana Rojas của đội Movistar với 69 điểm.